# Trattner-Károlyi István
Trattner-Károlyi István, 1827-ig Károlyi (Pest, 1794 – 1863. április 27.) nyomdatulajdonos, író és ügyvéd.

## Élete
1824-ben feleségül vette Trattner Mátyás nyomdász leányát, ezzel a Trattner-nyomda birtokosa lett. 1827-től haláláig Trattner-Károlyi néven vezette a nyomdát. Epigrammákat és cikkeket írt. 1837-től 1841-ig a Tudományos Gyűjtemény szerkesztője volt. Sírja a Kerepesi úti temetőben található (J.37).

## Kiadványai
- Magyar Közhasznú magyar- és német levelezőkönyv (Pest, 1832).
- Magyar törvénykezési szótár. Pest, 1837
- A' tiszti iras-mod'sajat szavai. Deák-magyar szókönyvvel a' magyar hazai törvényből. Pest, 1834 (3. kiadás)